# 父島列島

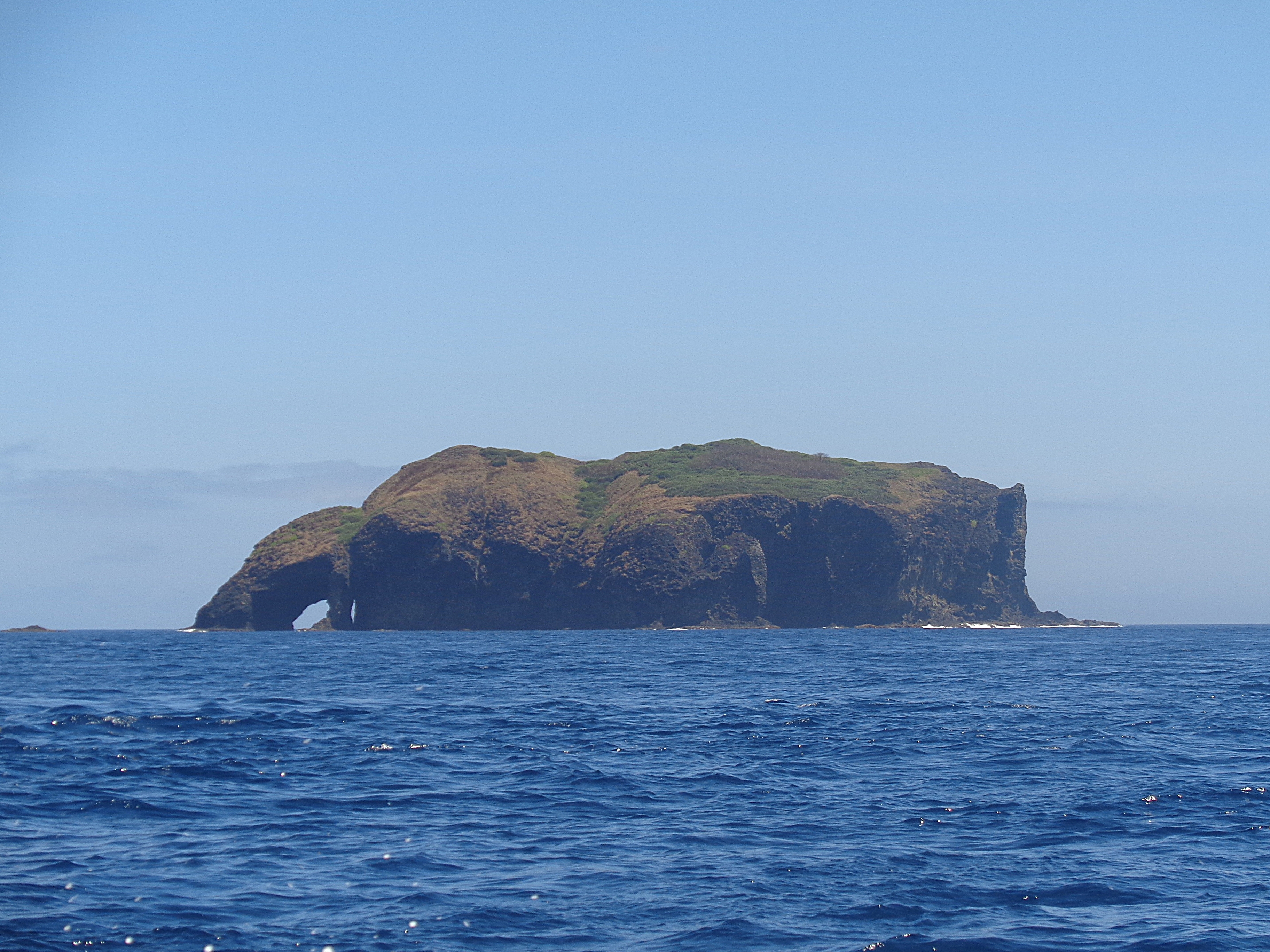
巽島（小笠原村）

父島列島（ちちじまれっとう）は、小笠原諸島にある、父島、兄島、弟島、および、その周辺の島嶼から成る列島。父島は人口が2,000人ほどで小笠原村の中心をなしているが、それ以外の島はすべて無人島になっている。
世界遺産「小笠原諸島」には21件の構成資産のうち7件が父島列島に含まれている。世界遺産についての詳細は別項を参照。

## 父島列島を構成する島や岩など
- 弟島 面積5.2km2　世界遺産（登録 1362-005）
  - 広根山 - 弟島の北部、標高191m
  - 西岳 - 弟島の南部の複数峰、最高峰は天海岳229m
  - 測量ケ岳 - 最高峰は西端の冠岩235m
  - 蝙蝠岩（こうもり） - 弟島中部西側のネコ海岸の南西沖
  - 弟島瀬戸 - 兄島との海峡、幅200m弱
  - 孫島 - 弟島の北側、最大標高134m　
  - 北磯 - 孫島の北岸沖にあり父島列島の最北端
  - 弁天岩 - 孫島と弟島の間
- 兄島 面積：7.87km2　世界遺産（登録 1362-006）
  - 菅笠山 - 北部主峰、標高238m
  - 見返山 - 南部主峰、標高254m
  - 北二子山 - 中部主峰、標高250m
  - 乾沢 - 菅笠山西側の深い入江に下る湾、ダイビングスポット
  - 人丸島 - 筋岩岬の南、標高67m
  - 兄島瀬戸 - 兄島と父島の間の海峡 最も狭い場所で450mほど
  - 瓢箪島 - 兄島立神山の西沖、標高55m
  - 眼鏡岩 - 瓢箪島の東岸沖
  - 猫岩 - 瓢箪島の南岸沖
- 西島 - 兄島の西沖、標高100m　面積：0.49km2　世界遺産（登録 1362-008）
  - 大岩 - 西島の南東岸沖
  - 魚岩 - 西島の南西
- 東島 - 父島の東、標高92m　面積0.28km2　世界遺産（登録 1362-009）
  - 蝋燭岩 - 東島の西
- 父島　面積24km2、人口約2,000人　世界遺産（登録 1362-007）
  - 三日月山 - 北西部主峰、標高204m
  - 乳頭山 - 北部、標高240m
  - 夜明山 - 中北部主峰、標高308m、山中に旧日本軍の戦時遺構（戦争遺跡）が多数残る
  - 中央山 - 中南部主峰、標高320m
  - 時雨山 - 中南部、標高266m、西側に時雨ダムがある
  - 衝立山 - 南部主峰、標高303m
  - 八瀬川 - 吹割山、時雨山から西に流れる父島最大の川、上流に時雨ダム
  - 常世の滝 - 八瀬川の支流にある滝
  - 千尋岩 - 円縁湾の北東絶壁、赤色を帯びた岩塊の形状から「ハートロック」と呼ばれている
  - 中通島 - 宮之浜の北西、標高49m
  - 烏帽子岩 - 二見港口の北側陸沖　標高78m
  - 蛸岩 - 野羊山の西沖
  - 縦島 - ジョンビーチ正面　標高22m 西側に閂島
  - 閂島 - 「かんぬきじま」、父島の南島との間　標高17m
  - 霊岸島 - 父島の南崎沖
  - 巽島 - 父島の鯨崎沖 標高83m
  - 大村 - 北部の西側に開けた二見港の北岸のかつての集落で、現在は東町、西町となっている。西町には東京都の小笠原支庁が置かれている。 集落が集中している二見港岸のほとんどと時雨ダム、八瀬川、南部西海岸のブタ海岸、ジョンビーチは世界遺産の登録範囲から外されている[2]。
- 南島　父島の南西沖 北部標高57m、南部標高60mの南北に長い岩礁　面積0.34km2、世界遺産（登録 1362-010）

- 最終氷期に海面に出ていた部分が後に枕水してできた「沈水カルスト地形」（天然記念物指定）でラピエ（浸食残塔）やドリーネなども見られる。
島の中ほどに湾口の岩礁が自然のブリッジになっている扇池（湾）、南部に鮫池（湾）がある。
父島の周辺海域も独立に世界遺産（登録 1362-011）となっている。